# Idrocronometro
L'idrocronometro è un orologio che utilizza l'acqua come fonte di energia per attivare il meccanismo che marca il tempo. L’acqua riempie a ritmo alternato due comparti di una vaschetta oscillante, imprimendo un moto uniforme “isocrono” alla suoneria e al pendolo.

## Idrocronometri famosi
L'orologio ad acqua di Vitruvio era ritenuto più affidabile di una clessidra ad acqua, e aveva applicazioni militari; è citato da Roberto Valturio nel suo De re militari (1472).
L'idrocronometro del Pincio fu progettato da padre Giovan Battista Embriaco (frate domenicano originario di Ceriana, paese dell'entroterra di Sanremo) nel 1867 e fu presentato all'Esposizione Universale di Parigi del 1867. Ha la forma di una torretta lignea realizzata con l'utilizzo di ghisa fusa a imitazione di tronchi d'albero. I quattro quadranti dell'ora sono visibili da ogni direzione. Nel 1873 l'orologio ad acqua fu costruito dalla ditta Fratelli Granaglia di Torino e poi collocato a Villa Borghese a Roma, all'interno di una fontana appositamente realizzata dall'architetto di origine svizzera Gioacchino Ersoch.
Il restauro dell'orologio, in grave stato di degrado, è stato effettuato dalla Scuola ELIS di Roma, senza oneri per il Comune, negli anni 2006-2007. L'orologio è stato rimesso in opera il 29 giugno 2007 in una cerimonia presieduta dal sindaco di Roma, Walter Veltroni.
Un altro idrocronometro, anche questo di padre Embriaco, si trova nel cortile di palazzo Berardi, in Via del Gesù 42, nel Rione Pigna a Roma.

## Galleria d'immagini

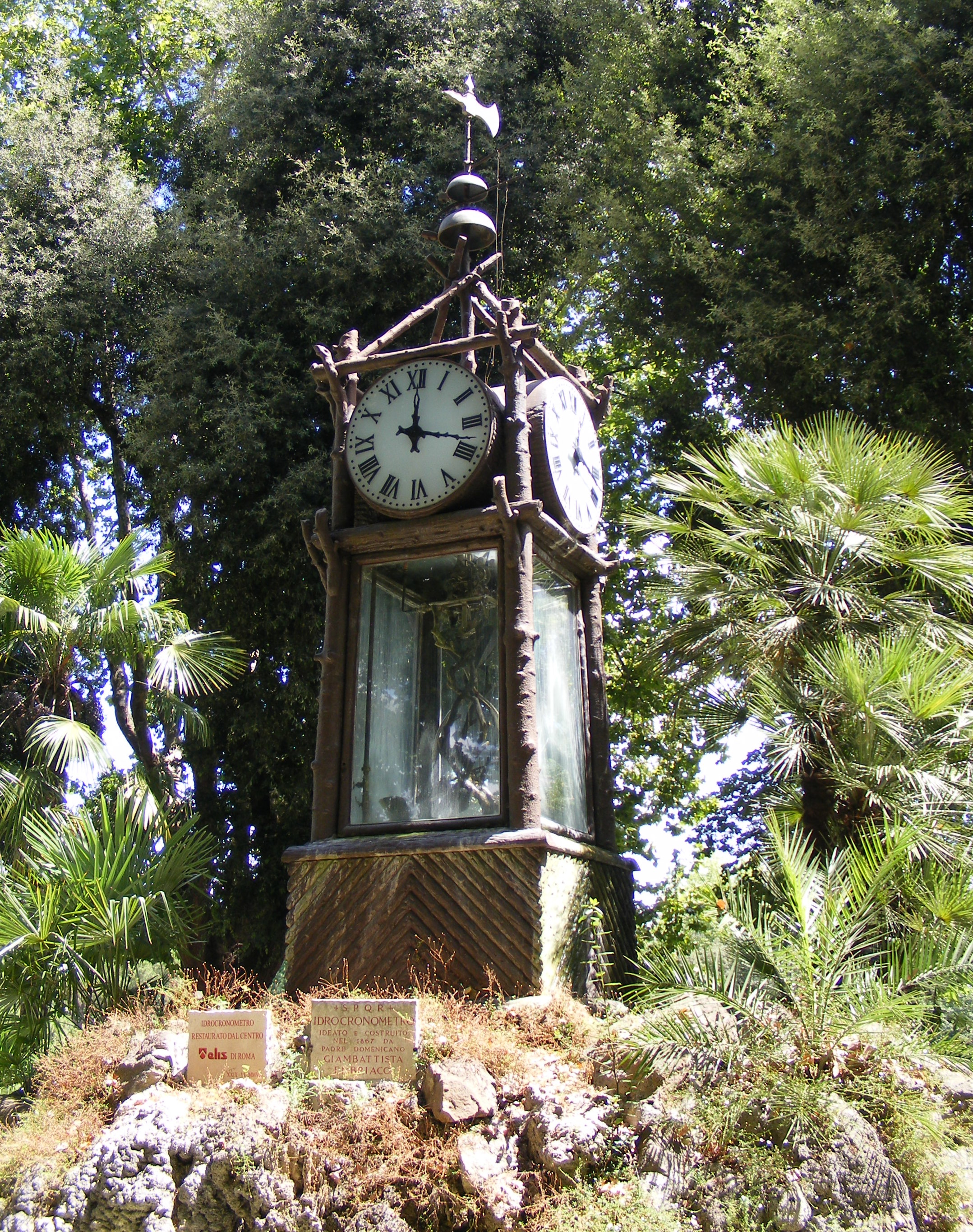
L'idrocronometro del Pincio
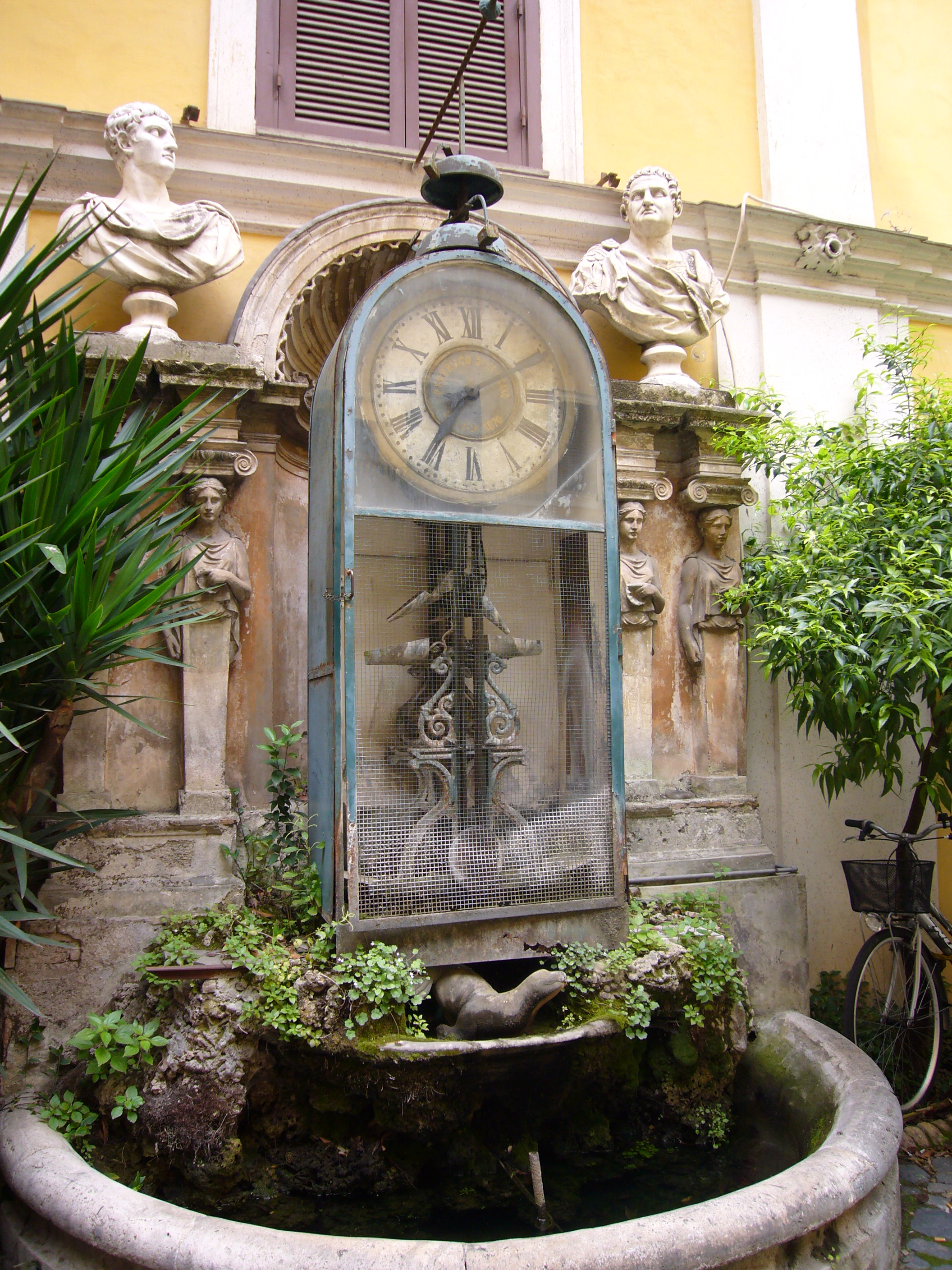
L'idrocronometro di Palazzo Berardi a Roma
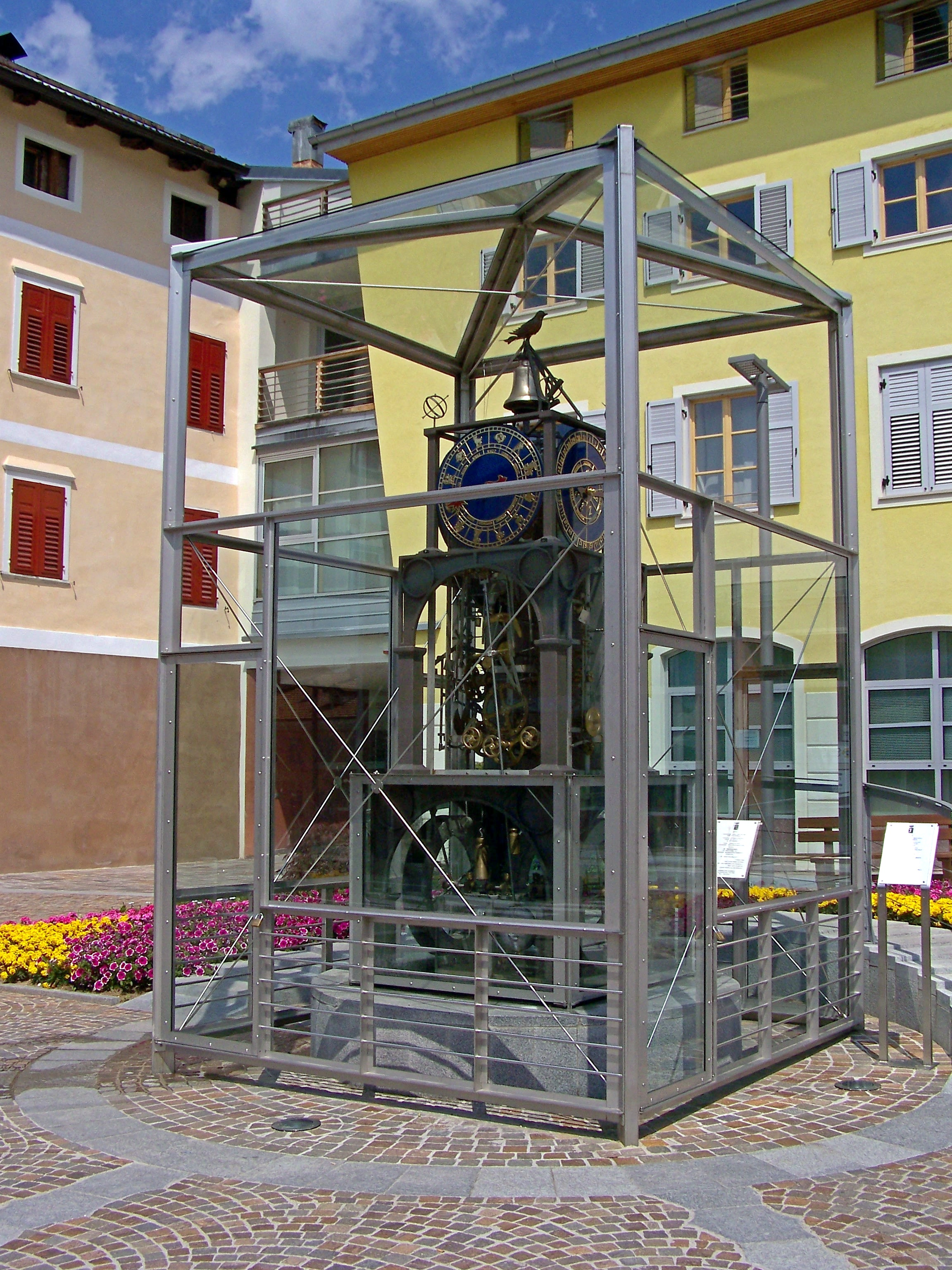
L'idrocronometro di Fondo